# Timur Mukhamedkhanov
Timur Mukhamedkhanov (ur. 13 października 1971) – uzbecki judoka. Olimpijczyk z Atlanty 1996, gdzie zajął siedemnaste miejsce w wadze półlekkiej.
Uczestnik mistrzostw świata w 1993 i 1997. Startował w Pucharze Świata w 1996 roku.

## Letnie Igrzyska Olimpijskie 1996
| Konkurencja | Eliminacje           | Eliminacje         | Klas. końcowa |
| Konkurencja | Przeciwnik I         | Przeciwnik II      | Miejsce       |
| ----------- | -------------------- | ------------------ | ------------- |
| 65 kg       | Antoni Molné (AND) Z | Iwan Netow (BGR) P | 17.           |